# Anthony Ichiro Sanda
Anthony Ichiro Sanda (三田 一郎, Sanda Ichirō), né le 4 mars 1944, est un physicien des particules nippo-américain. Avec Ikaros Bigi, il a reçu en 2004 le Prix Sakurai pour son travail sur la violation CP et la désintégration du Méson B.

## Vie universitaire
Anthony Ichiro Sanda a étudié à l'Université de l'Illinois à Urbana-Champaign (Baccalauréat universitaire en sciences en 1965) et à l'Université de Princeton (Philosophiæ doctor en 1969). Il a été chercheur à l'Université Columbia de 1971 à 1974 et Fermilab. De 1974 à 1992, il est Assistant Professor puis Associate professor à l'Université Rockefeller. À partir de 1992, il est professeur de physique à l'Université de Nagoya. Depuis 2006, il est Professeur Émérite à l'Université de Nagoya et Professeur à l'Université de Kanagawa. Depuis 2007, il est également un officier de programmation de Kavli Institute for the Physics and Mathematics of the Universe, Université de Tokyo. 

## Prix et distinctions
- Prix pour la Science Inoue(1993)
- Prix Nishina (1997)
- Prix Chunichi Shimbun (2002)
- Prix Sakurai (2004)
- Prix Shuji Orito (2015)
- Médaille avec Ruban pourpre (2002)

## Publications
- I. I. Bigi et A. I. Sanda, la Violation de CP (Cambridge University Press, 1999),  (ISBN 0-521-44349-0).
- K. Fujikawa, B. W. Lee, et A. I. Sanda, "Généralisée Renormalizable Jauge de Formulation d'Spontanément Cassé les Théories de Jauge," Phys. Rév. D 6, 2923 (1972).
- A. B. Carter et A. I. Sanda, "la Violation de CP dans la Cascade de Désintégrations de Mésons B," Phys. Rév. Lett. 45, 952 (1980).
- A. B. Carter et A. I. Sanda, "la Violation de CP dans les Désintégrations de Méson B," Phys. Rév. D 23, 1567 (1981).
- I. I. Y. Bigi et A. I. Sanda, "Notes sur l'Observabilité de CP de Violations de la B se Désintègre," Nucl. Phys. B 193, 85 (1981).